# Cantón de Sainte-Suzanne (La Reunión)
El cantón de Sainte-Suzanne era una división administrativa francesa, que estaba situada en el departamento de La Reunión y la región de La Reunión.

## Composición
El cantón estaba formado por la comuna que le daba su nombre:
- Sainte-Suzanne

## Supresión del cantón de Sainte-Suzanne de La Reunión
En aplicación del Decreto nº 2014-236 de 24 de febrero de 2014, el cantón de Sainte-Suzanne fue suprimido el 22 de marzo de 2015 y su comuna pasó a formar parte del nuevo cantón de Saint-André-1.